# Edmond Jurien de La Gravière
Jean Pierre Edmond Jurien de La Gravière, född 19 november 1812, död 5 mars 1892, var en fransk sjömilitär.
Jurien de La Gravière inträdde i marinen 1828, blev konteramiral 1855, viceamiral 1862 och chef för sjökarteverket 1871. Jurien de La Gravière deltog i Krimkriget 1854-55, blockerade 1859 Venedig och hade 1861 befälet över franska expeditionen mot Mexiko. Han har bland annat utgett Guerres maritimes sous la républicque et l'empire (6 band, 1847).